# Sparkasse Allgäu
Die Sparkasse Allgäu ist ein öffentlich-rechtliches Kreditinstitut mit Sitz in Kempten (Allgäu) und in Kaufbeuren. Ihr Geschäftsgebiet umfasst die Landkreise Oberallgäu und Ostallgäu sowie die kreisfreien Städte Kempten und Kaufbeuren. Die Sparkasse Allgäu betreibt als Sparkasse das Universalbankgeschäft.

## Organisationsstruktur
Die Sparkasse Allgäu ist eine Anstalt des öffentlichen Rechts. Rechtsgrundlagen sind das Sparkassengesetz, die bayerische Sparkassenordnung und die durch den Träger der Sparkasse erlassene Satzung. Organe der Sparkasse sind der Vorstand und der Verwaltungsrat. Träger der Sparkasse Allgäu ist der Zweckverband Sparkasse Allgäu. Dem Zweckverband gehören die Landkreise Oberallgäu (30,56 %) und Ostallgäu (26,02 %), die kreisfreie Stadt Kempten (Allgäu) (15,84 %), die kreisfreie Stadt Kaufbeuren (13,00 %) sowie die Städte Immenstadt im Allgäu (8,44 %) und Füssen (6,14 %) als Mitglieder an. Das Geschäftsgebiet ist mit einer Fläche von rund 3025 km² größer als das Bundesland Saarland.
Die Sparkasse Allgäu wies im Geschäftsjahr 2023 eine Bilanzsumme von 7,403 Mrd. Euro aus und verfügte über Kundeneinlagen von 5,607 Mrd. Euro. Gemäß der Sparkassenrangliste 2023 liegt sie nach Bilanzsumme auf Rang 48. Sie unterhält 69 Filialen/Selbstbedienungsstandorte und beschäftigt 1.022 Mitarbeiter. Von 2012 bis 2016 sank die Zahl der Mitarbeiter von 1031 auf 902. 2016 wurden 14 mit Personal bestückte Filialen in Selbstbedienungsfilialen mit Automaten umgewandelt. Bereits davor wurden schrittweise Filialen geschlossen oder umgewandelt. Im Januar 2019 hatte die Sparkasse noch 32 mit Personal besetzte Filialen.

## Geschichte

### Vorläufer der Sparkasse Allgäu

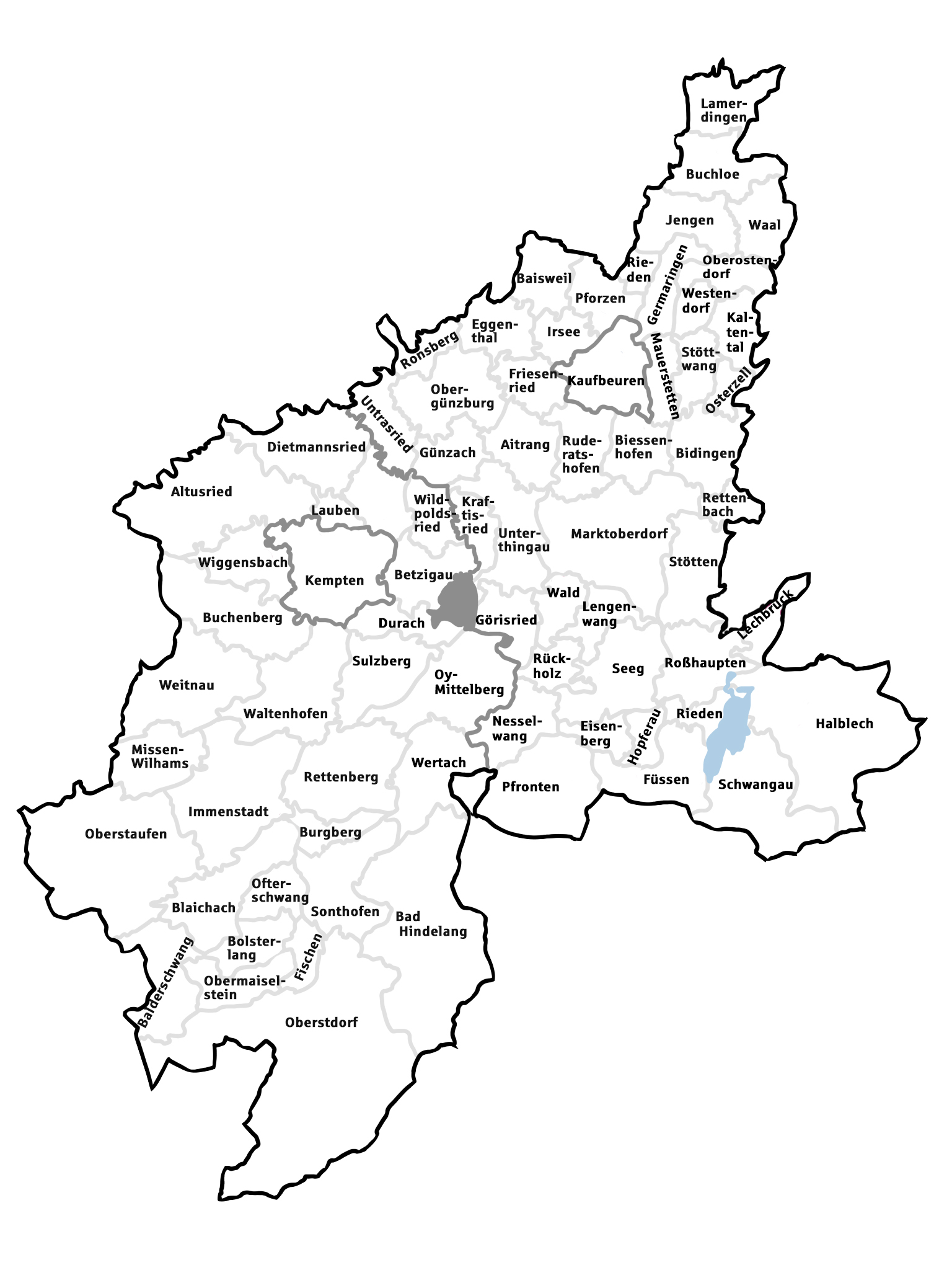
Geschäftsgebiet der Sparkasse Allgäu (Stand: Juli 2023)

#### Stadt- und Kreissparkasse Kempten
Vorgänger der Sparkasse Allgäu waren mehrere örtliche Sparkassen, darunter die 1825 gegründete Sparkasse in Kempten. Daher kann die Sparkasse Allgäu als das älteste Geldinstitut in Kempten betrachtet werden. 1921 richtete sich die Sparkasse für Geschäfte mit Scheckkonten ein und vergab 1923 den ersten Kredit. Während der Inflation der 1920er Jahre verlor die Sparkasse fast ihr gesamtes Kapitalvermögen. Danach erholte sich das Unternehmen dank der steigenden Zahl von Kunden aus bäuerlichen und milchwirtschaftlichen Kreisen. 1929 errichtete das Institut im Landkreis Zahlstellen. Nach 1945 und in Folge des deutschen Wirtschaftswunders profitierte die Bank von der guten Entwicklung der Stadt Kempten. 1954 hat die Sparkasse das erste und 1974 das zweite Sparkassenhaus an der Königsstraße in Kempten eröffnet. 1979 betrug die Bilanzsumme 600 Millionen Mark, 1998 standen in der Bilanz rund 2,2 Milliarden Mark.

#### Kreis- und Stadtsparkasse Sonthofen-Immenstadt
Die Distriktsparkasse Immenstadt wurde am 2. April 1841 gegründet. Am 1. Februar 1866 wiederum die Distriktsparkasse Sonthofen. 1920 wurden beide Distrikte (Landkreise) vereint, womit auch die Sparkassen vereinigt worden sind. Sitz wurde Sonthofen.
1906 wurde die Stadtsparkasse Immenstadt gegründet, die vorher eine Filiale der Distriktsparkasse war. 1938 erfolgte die Fusion der Stadtsparkasse Immenstadt und Bezirkssparkasse Sonthofen-Immenstadt zur neuen Kreis- und Stadtsparkasse Sonthofen-Immenstadt mit Sitz in Sonthofen.

#### Sparkasse Ostallgäu
1835 wurde die „Distrikts-Sparkassa“ Obergünzburg (Distriktsparkasse Obergünzburg) gegründet. Am 20. April 1858 folgte die Distriktsparkasse Oberdorf. Im Mai 1919 wurde diese in Bezirkssparkasse Marktoberdorf umbenannt. 1931 entstand die Bezirkssparkasse Markt Oberdorf–Obergünzburg durch die Vereinigung der bisher selbständigen Bezirkssparkassen. Sitz wurde Marktoberdorf. 1938 folgte eine weitere Umbenennung: Kreissparkasse Markt Oberdorf
Am 1. Januar 1842 wurde die „Spaarkaßa für den Landgerichtsbezirk Füßen“ gegründet. 1928 wurde die Bezirkssparkasse Füssen, wie sie mittlerweile hieß, mit der neu gegründeten Stadtsparkasse Füssen vereinigt. Im Rahmen der Gebietsreform in Bayern fusionierten die beiden bisher eigenständigen Sparkassen, die Kreissparkasse Marktoberdorf und die Kreis- und Stadtsparkasse Füssen am 1. Juli 1977 zur Sparkasse Ostallgäu.

#### Kreis- und Stadtsparkasse Kaufbeuren
Die Stadtsparkasse Kaufbeuren wurde am 5. März 1825 gegründet und am 1. Juli 1825 eröffnet. Am 3. November 1858 wurde die Bezirkssparkasse Kaufbeuren gegründet und am 27. Dezember 1858 eröffnet. Sie firmierte ab 1919 als Distriktsparkasse Kaufbeuren und fusionierte im Mai 1943 mit der Stadtsparkasse Kaufbeuren zur Kreis- und Stadtsparkasse Kaufbeuren.

### Fusion der Sparkassen
2001 entstand die Sparkasse Allgäu aus dem Zusammenschluss der davor selbständigen Institute Sparkasse Kempten, Kreis- und Stadtsparkasse Sonthofen-Immenstadt und Sparkasse Ostallgäu. Nicht zum Geschäftsgebiet gehörte der Altlandkreis Kaufbeuren, der seit 1972 Teil des Landkreises Ostallgäu ist. In den dortigen Gemeinden war die Kreis- und Stadtsparkasse Kaufbeuren vertreten. 
Zum 1. Juli 2023 fusionierten die Sparkasse Allgäu und die Kreis- und Stadtsparkasse Kaufbeuren zur „neuen“ Sparkasse Allgäu.

### Beihilfe zur Steuerhinterziehung
Bis zum Jahr 2016 unterhielt die damalige Sparkasse Allgäu eine Auslandsfiliale in Riezlern im österreichischen Kleinwalsertal. 2017 wurden Berichte veröffentlicht, dass die Staatsanwaltschaft in Münster gegen die Sparkasse wegen systematischer Beihilfe zur Steuerhinterziehung bei rund 900 Kunden in den Jahren 2004 bis 2015 ermittelte. Hinweise auf Schwarzgeldkonten erfolgten durch Selbstanzeigen von Steuerhinterziehern.
Die Sparkasse Allgäu soll dabei Gelder in der 2016 geschlossenen Filiale in Österreich auf geheimen Konten versteckt haben. Riezlern galt lange als Steueroase und ist nur von Deutschland aus erreichbar. Hinterfragt wurde auch, ob der mit Kommunalpolitikern (bspw. Thomas Kreuzer, CSU) besetzte Verwaltungsrat der Sparkasse seinen Kontrollpflichten nachkam und wozu überhaupt eine Filiale im Ausland benötigt wurde. Auffällig laut Medienberichten sei die Filialschließung 2016 aus, laut Sparkasse, betriebswirtschaftlichem Anlass: 2008 forderte das Finanzamt Kempten Unterlagen aus Riezlern an, die jedoch dem österreichischen Bankgeheimnis unterlagen. Der Fall ging bis vor den Europäischen Gerichtshof, der den deutschen Finanzbehörden 2016 Recht gab.
Später schaltete sich auch die Staatsanwaltschaft aus Augsburg ein. In Augsburg wurde laut Süddeutscher Zeitung gegen zehn, in Münster gegen acht Angestellte der Bank ermittelt. Die Steuerfahndung Münster stellte ein Bußgeld in Höhe von 9 Millionen Euro in Aussicht, um die Angestellten zu entlasten. Die Steuerhinterziehung wurde auch im Bayerischen Landtag im Rahmen einer schriftlichen Anfrage thematisiert.

### Kommunale Kontroverse um Zahlungen an die Sparkassenleitung
Im März 2018 kritisierten Kommunalpolitiker der ÖDP die vergleichsweise hohen Zahlungen an Verwaltungsräte und Vorstände, sie seien im Vergleich zu den laufenden Rationalisierungsmaßnahmen wie Filialschließungen widersprüchlich.
So erhält rechnerisch bei sechs jährlichen Sitzungen ein Verwaltungsrat pro Sitzung rund 2130 Euro als Aufwandsentschädigung. Der 14-köpfige Verwaltungsrat erhielt 2016 insgesamt 206.000 Euro. Verglichen wurde diese Zahl mit der deutlich größeren Stadtsparkasse Augsburg die an ihre zehn Verwaltungsräte lediglich 121.000 Euro überweist.
Gerügt wurde auch, dass die Zahlungen an Vorstände innerhalb von vier Jahren um 21 Prozent gestiegen sind. Sie sind von 895.000 Euro (2012) auf 1,085 Millionen Euro (2016) erhöht worden, während die Bilanzsumme um kein ganzes Prozent angewachsen ist. Zwischen 2012 und 2016 hatte der Vorstand drei Mitglieder, danach zwei.
Der Sparkassenverband Bayern teilte mit, dass diese Zahlungen konform sind und aus der 2001 durchgeführten Fusion zur Sparkasse Allgäu begründet sind.

## Bauwerke

### Hauptstelle in Kempten
Die Sparkasse Allgäu hat ihre Hauptstelle ⊙ in Kempten am Residenzplatz in direkter Nähe zur Fürstäbtlichen Residenz. Mit dem Zusammenschluss der Sparkassen wurde das Haus am Residenzplatz der Hauptsitz der neuen Sparkasse Allgäu.

#### Altbau (1954/1974/1994)

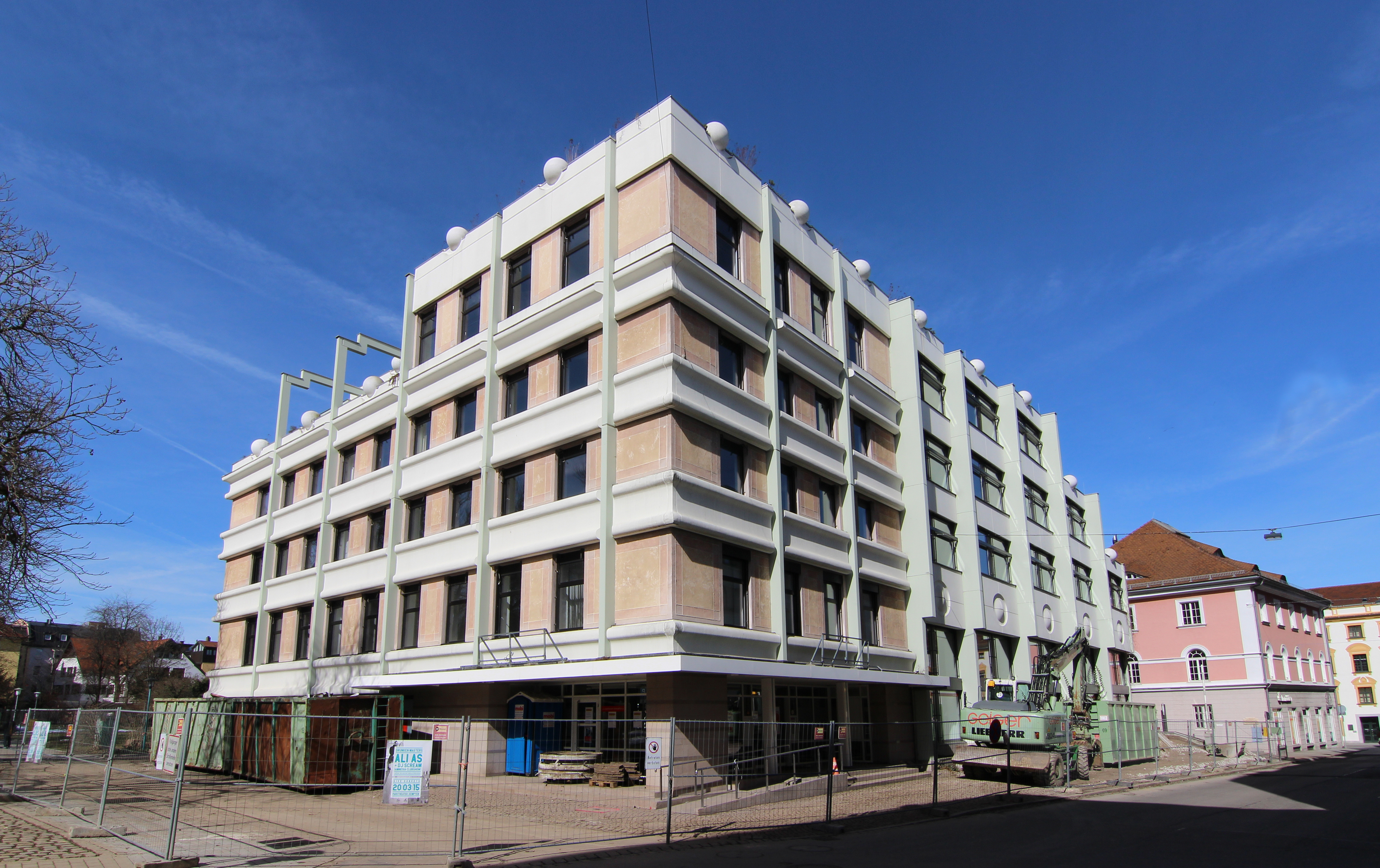
Ehemalige Hauptstelle („Knödelburg“) der Sparkasse Allgäu, die 2015 abgerissen und 2017 neu aufgebaut wurde.

Der Altbau ⊙ stammte aus dem Jahr 1954 und wurde durch die Stadt- und Kreissparkasse Kempten als Ersatz für die frühere Hauptstelle am Bahnhofsplatz (heute August-Fischer-Platz) errichtet. Später wurden Teile des Gebäudes von 1954 für eine 1974 fertiggestellte Vergrößerung am Rande des Stadtparks verwendet. Diese Erweiterung bezog Abschnitte des Altbaus mit ein. Besonders auffällig der Erweiterung waren die Betonkugeln (Kunst am Bau) an der Fassade, die der Hauptstelle den Namen Knödelburg einbrachte. Der lokal bekannte Künstler Heinz Schubert prägte diesen Begriff durch Zeichnungen mit der Nutzung des Namens als Beschreibung. Er kritisierte dabei zeitgleich die Größe des Komplexes, weil es das historische Weidlehaus dominierte.
Von 1994 bis 1995 gab es eine weitere Vergrößerung, indem der Zwischenraum bis hin zu den sogenannten „Langen Ständen“ mit Büroflächen überbaut wurde.
In den 2010er Jahren entstanden bei der Sparkasse Pläne, diesen Komplex zu ersetzen. Grund dafür war unter anderem die schlechte Energiebilanz des Hauses sowie Bestrebungen, die Sparkasse Allgäu zu zentralisieren. Bis dahin waren zahlreiche Abteilungen über das gesamte Allgäuer Geschäftsgebiet verteilt. 2015 begannen die Abrissarbeiten an dem Gebäude.

#### Neubau (2017)

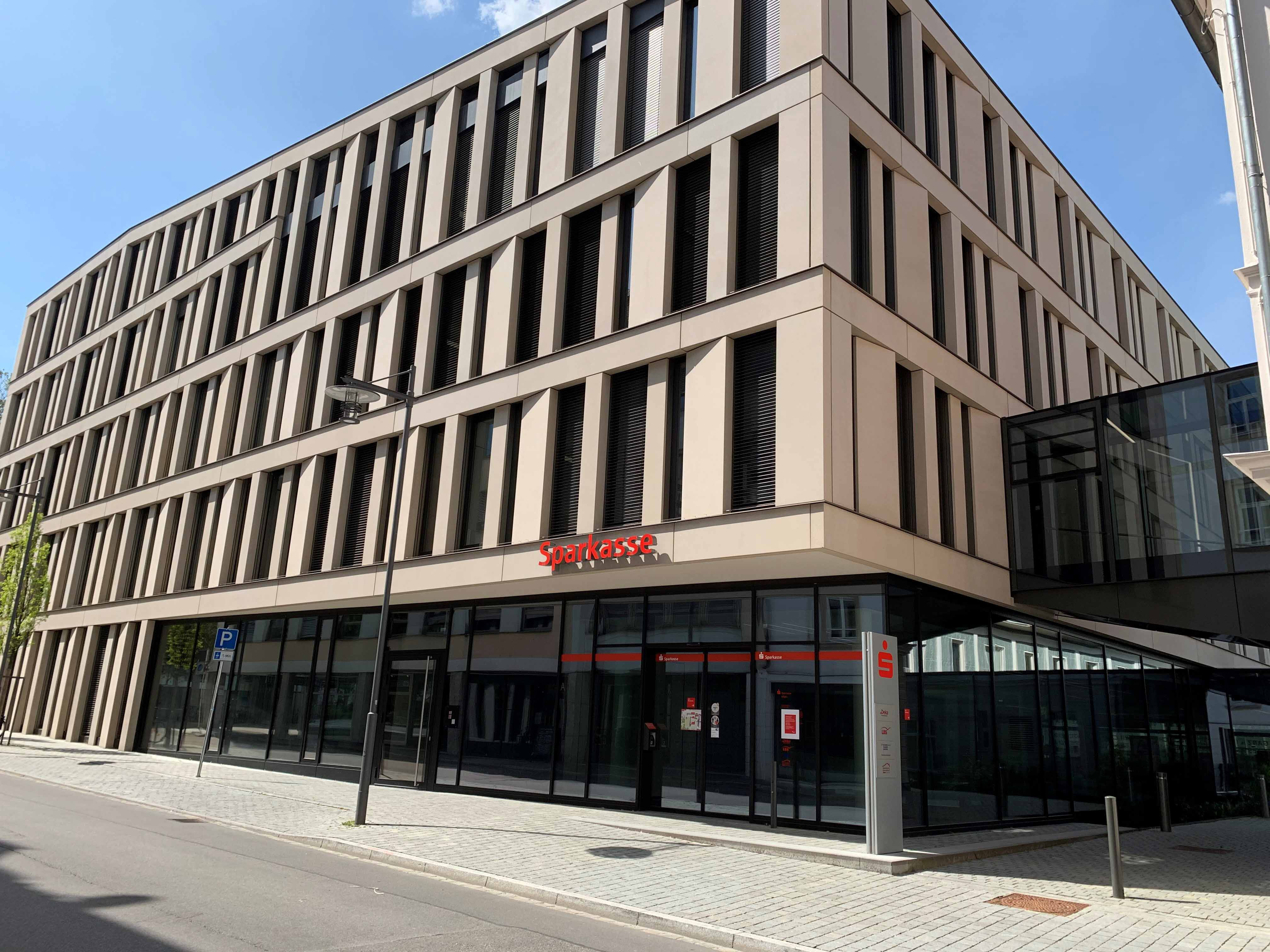
Neubau der Sparkassen-Hauptstelle in Kempten

Anschließend begannen die Bauarbeiten an dem 35 Millionen Euro teuren Bauvorhaben. Bereits vor Fertigstellung wurden die großzügigen Dimensionen des Neubaus beanstandet. Es wurde nicht nur mehr Fläche im Stadtpark bebaut, sondern auch höher gebaut. Aus diesem Grund wurde das Haus als „hässlicher Klotz“ bezeichnet, aber auch als „Klarheit, Strenge und urbanes Flair verströmend“ gelobt. 2017 wurde die neue Hauptstelle fertiggestellt und bezogen.
Im Rahmen des Neubaus wird derzeit (Stand: Oktober 2021) auch eine neue Sparkassentiefgarage gebaut. Gutachten gingen vor dem Bau der neuen Hauptstelle von einer guten Sanierungsmöglichkeit der Tiefgarage aus. Zum Jahreswechsel 2016/2017 wurde wiederum bekannt, dass die alte Tiefgarage doch sehr baufällig sei und eine neue Tiefgarage laut neuer Gutachten sinnvoller wäre. Zudem bezuschusst die Stadt Kempten den Bau mit Geldmitteln. Neue Pläne vom vorsitzenden Verwaltungsrat der Sparkasse und Oberbürgermeister Thomas Kiechle (CSU) sahen eine neue Tiefgarage in Kombination mit einer neuen Stadtbibliothek (bisher in der historischen Orangerie) darüber vor. Dies stieß auf gemischte Gefühle im Stadtrat und den Bürgern.

### Weitere Bauvorhaben in Kempten
Weiter will die Sparkasse den von 1954 gebauten Sparkassenbau (Arkaden) im Bereich der Horchler-/König-/Promenadenstraße durch einen vergrößerten Neubau mit Gewerbe- und Wohnflächen ersetzen. Hierfür sollten auch Gebäude mit historischen Kern abgebrochen werden (historisches Kellergewölbe, älter als die Stadtmauer und ein denkmalgeschützter hochmittelalterlicher Wohnturm in der Promenadenstraße).

## Verwaltungsrat
Der Verwaltungsrat der Sparkasse Allgäu besteht aus 20 Personen:
- Maria Rita Zinnecker, Vorsitzende des Verwaltungsrates und Landrätin des Landkreises Ostallgäu

Stellvertreter:
- Indra Baier-Müller, Landrätin des Landkreises Oberallgäu
- Stefan Bosse, Oberbürgermeister der kreisfreien Stadt Kaufbeuren
- Thomas Kiechle, Oberbürgermeister der kreisfreien Stadt Kempten
- Thomas Wurmbäck, 2. Bürgermeister Immenstadt (Allgäu) / Polizeibeamter
- Maximilian Eichstetter, Bürgermeister der Stadt Füssen

weitere Mitglieder:
- Josef Ambros, Zimmereieigentümer
- Eric Beißwenger, CSU-Kreisrat OA / CSU-Kreisvorsitzender / MdL
- Andreas Bovensiepen, Geschäftsführer Alpina Burkard Bovensiepen
- Helmut Folter, CSU-Stadtrat Kaufbeuren
- Peter Hartung, CSU-Stadtrat Füssen
- Alexander Hold, Freie Wähler-Stadtrat Kempten / MdL (Landtagsvizepräsident)
- Joachim Konrad, CSU-Kreisrat OA (F. Vorsitzender) / Bürgermeister des Marktes Altusried
- Thomas Kreuzer (CSU), Landtagsabgeordneter und Vorsitzender der Landtagsfraktion
- Christian Neusch, Hotelier
- Oliver Schill, 2. Bürgermeister der Stadt Kaufbeuren / Grüne-Stadtrat Kaufbeuren
- Josef Schweinberger, CSU-Kreisrat Ostallgäu
- Joachim Skala, GF/GS Scaltel AG
- Christian Wilhelm, Freie Wähler, Kreisrat Oberallgäu / Bürgermeister der Stadt Sonthofen
- Wolfgang Zasche, ehemaliger Geschäftsführer Seba Hydrometrie

## Gesellschaftliches Engagement
Das Finanzinstitut unterstützt mit der Sparkassenstiftung Allgäu förderungswürdige Projekte. Neben kulturellen Einrichtungen wie Theatern, Museen und Kunstgalerien werden auch Vereine unterstützt. Sponsoringverträge bestehen beispielsweise mit dem American-Football-Team Allgäu Comets oder der Tennisabteilung des TSV Kottern.
Jährlich bietet die Sparkasse Allgäu laut Eigenaussage rund 20 neue Ausbildungsplätze an.